# Percy Meza-Bravo
Percy Meza-Bravo (Iquitos, 18 de abril de 1992), también conocido como Alexian Kernel, es un artista visual, postproductor fílmico, escritor y músico electrónico peruano. Ha sido reconocido como una de las 20 personas más influyentes en línea de Iquitos desde 2013 y es considerado el primer artista de la Amazonía loretana del siglo XXI con presencia en plataformas digitales como Spotify y iTunes.
En la industria cinematográfica peruana, ha trabajado como editor y colaborador recurrente de directores como Dorian Fernández-Moris (Cementerio General) y Martin Casapía Casanova (Maligno, A tu Lado, La Foquita: El 10 de la Calle, Vivo o muerto: el expediente García).

## Trayecto musical

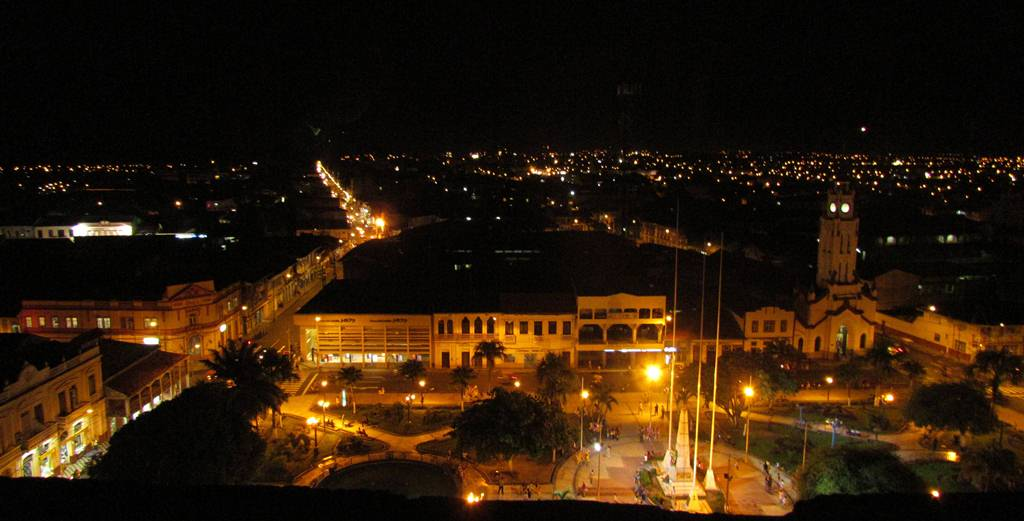
Iquitos, lugar de nacimiento de Alexian Kernel.

### 1992-2010: Inicios
Percy Alexander Meza Bravo nació el 18 de abril de 1992 en Iquitos, Perú. Asistió a la Universidad Científica del Perú donde salió graduado como Bachiller en Ciencias de la Comunicación.
Antes de entrar a la música como Alexian Kernel, Meza-Bravo tuvo un breve comienzo en la literatura, escribiendo cuentos y novelas de ciencia ficción.
En 2010, Meza-Bravo se interesó por la música cuando un amigo suyo le mostró FL Studio, una estación de trabajo de audio digital. Motivado e inspirado por artistas como Mr. Oizo, The Chemical Brothers, Calvin Harris, Björk y Crystal Castles también The Prodigy y Kraftwerk, empezó componiendo pistas del género ambient y experimental. Originalmente, fue conocido como Percy Meza antes de adoptar el nuevo alias. En 2012, adoptó el alias de Alexian Kernel, creado desde su nombre medio «Alexander» y la palabra alemán kernel, que significa núcleo. La decisión de este movimiento se debió con la intención de separar su "personalidad terrenal" de la música, el cual se presenta más colorido y versátil.

### 2014-presente: Ingreso a Spotify y iTunes
Después de la implementación de la banda ancha en Iquitos el 18 de marzo de 2014, el cual provocó un gran remecimiento cultural en la ciudad, Meza-Bravo ingresó a la industria de la música por streaming con el lanzamiento «A-OK» y «Hey Joven Charapa» en iTunes y Spotify. Esto le convirtió en el primer artista joven en ingresar a plataformas grandes de música en una región que se veía virtualmente "desesperanzada" y afectada por la carencia de conectividad. Iquitos es considerada la ciudad más grande del mundo por no conexión terrestre.
Dirigido por Francisco Bardales, Meza-Bravo produjo el video musical para «Downtown Iquitos», incluido como un cortometraje de dos partes en 2014. A inicios del 2016, lanzó otro sencillo titulado «Smooth Ready».
El 21 de marzo de 2017, Meza-Bravo lanza digitalmente "Do It Right", el cual considera como su "lanzamiento más pop hasta la fecha". La canción estaba programada para pertenecer a un álbum de estudio grande, pero fue separada para estrenarlo como sencillo virtual, con dos canciones bonus: "Big-City Crush" y "Smooth Ready (Instrumenta Mix)". Hasta la actualidad, la canción "Do It Right" ha ganado más de 3,000 reproducciones en Spotify, teniendo principalmente oyentes de Los Ángeles.

## Cine y diseño gráfico

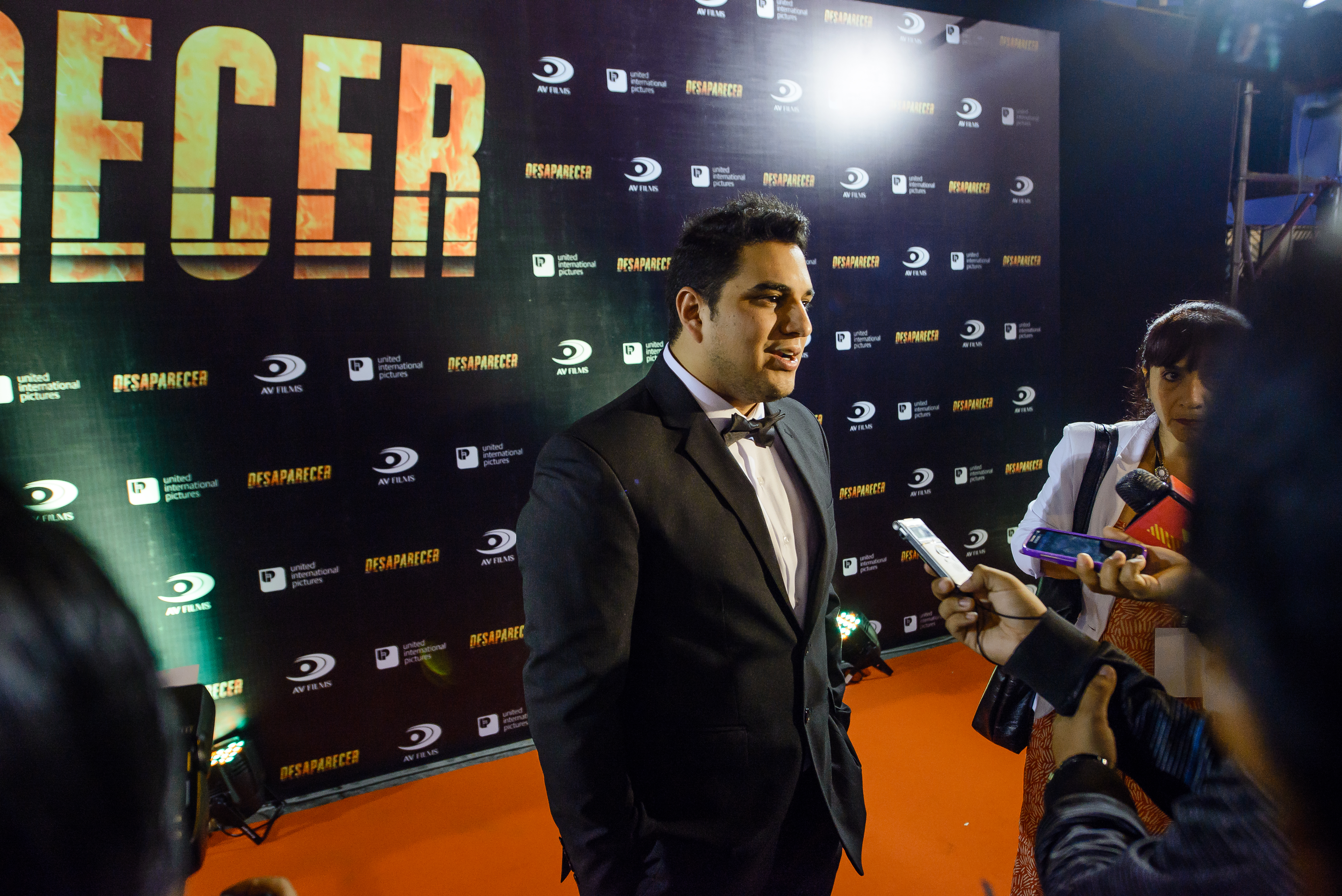
Kernel participó con Dorian Fernández-Moris (en imagen) en Cementerio General y Maligno.

Fuera de su alias musical, Meza-Bravo está muy involucrado a la escena fílmica como editor, artista visual y escritor. Trabajó como editor off-line en una película muy popular Cementerio General dirigido por Dorian Fernández-Moris, que fue la película más taquillera de Perú en 2013.
Después de participar como guionista en un cortometraje Ciudadanos Astrales en 2014, retornó a trabajar con Fernández-Moris para Maligno en 2016 como diseñador gráfico del afiche oficial y artista digital. El equipo de diseño del afiche oficial estaba compuesto por Meza-Bravo en el diseño gráfico, Enrique Pezo en la fotografía y Fernández-Moris como productor creativo. El trabajo de arte presentaba a uno de los corredores del Hospital Regional de Iquitos, con la actriz Fiorella Pennano personificando al antagonista de la película.
Meza-Bravo diseñó el material gráfico para Netflix de Cementerio general y Secreto Matusita (titulado internacionalmente como El secreto del mal), disponibles desde fines de enero en la plataforma de streaming.
A inicios del 2018, se unió a la posproducción de la película peruana A tu Lado dirigida por Martin Casapía Casanova participando como editor general de efectos visuales, y diseñando el logo final del filme. La película se estrenó el 1 de marzo y consiguió más de 120 mil espectadores en su semana de apertura.

## Legacía
De acuerdo al diario La Región, Meza-Bravo como Alexian Kernel se ha convertido en el primer artista contemporáneo de la Amazonia Peruana en estar disponible en iTunes, Spotify, Amazon, Deezer, Shazam, incluso Tidal, de Jay Z.

## Discografía
| Año  | Título                                     | Pistas                            | Notas            |
| ---- | ------------------------------------------ | --------------------------------- | ---------------- |
| 2014 | Instant Freedom                            | "A-OK"                            | Sencillo         |
| 2014 | Instant Freedom                            | "Hey Joven Charapa"               | Sencillo         |
| 2016 | Smooth Ready                               | "Smooth Ready"                    | Sencillo         |
| 2016 | Resplandor (Original Book Soundtrack)      | "The Urban Gang"                  | EP               |
| 2016 | Resplandor (Original Book Soundtrack)      | "The Storm"                       | EP               |
| 2016 | Resplandor (Original Book Soundtrack)      | "Big Bang"                        | EP               |
| 2016 | Ciudadanos Astrales: Banda Sonora Original | "El Retorno de Marcus"            | Álbum de estudio |
| 2016 | Ciudadanos Astrales: Banda Sonora Original | "Bajo la campana"                 | Álbum de estudio |
| 2016 | Ciudadanos Astrales: Banda Sonora Original | "Ojos pesados"                    | Álbum de estudio |
| 2016 | Ciudadanos Astrales: Banda Sonora Original | "Primicia"                        | Álbum de estudio |
| 2016 | Ciudadanos Astrales: Banda Sonora Original | "Sesiones"                        | Álbum de estudio |
| 2016 | Ciudadanos Astrales: Banda Sonora Original | "Santo Tomás"                     | Álbum de estudio |
| 2016 | My Pocket Iquitos                          | "Intro"                           | Álbum de estudio |
| 2016 | My Pocket Iquitos                          | "Amazon Rave"                     | Álbum de estudio |
| 2016 | My Pocket Iquitos                          | "Motocarro Guru"                  | Álbum de estudio |
| 2016 | My Pocket Iquitos                          | "The Friends"                     | Álbum de estudio |
| 2016 | My Pocket Iquitos                          | "We Build the Maze"               | Álbum de estudio |
| 2016 | My Pocket Iquitos                          | "Hormiga Brava"                   | Álbum de estudio |
| 2016 | My Pocket Iquitos                          | "Downtown Iquitos"*               | Álbum de estudio |
| 2017 | Do It Right                                | "Do It Right"                     | Sencillo         |
| 2017 | Do It Right                                | "Big-City Crush"                  | Sencillo         |
| 2017 | Do It Right                                | "Smooth Ready" (Instrumental Mix) | Sencillo         |
| 2018 | Kernel                                     | "I Want Your Love"                | Álbum            |

(*) "Downtown Iquitos" es una canción que fue anteriormente publicada como banda sonora y video musical en el cortometraje homónimo dirigido por Francisco Bardales en 2014.

## Filmografía
| Año  | Título                        | Director                                    | Nota                                       |
| ---- | ----------------------------- | ------------------------------------------- | ------------------------------------------ |
| 2013 | Cementerio General            | Dorian Fernández-Moris                      | Editor y diseñador gráfico cinematográfico |
| 2014 | Ciudadanos Astrales           | -                                           | como Harold                                |
| 2014 | El Pétalo de los 33           | -                                           | como Harold                                |
| 2016 | Maligno                       | Francisco Bardales, Martin Casapía Casanova | diseñador gráfico del afiche oficial.      |
| 2018 | A tu Lado                     | Martin Casapía Casanova                     | Efectos visuales.                          |
| 2019 | La Pampa                      | Dorian Fernández Moris                      | Coeditor.                                  |
| 2020 | La Foquita: El 10 de la calle | Martin Casapía Casanova                     | Diseñador de marketing cinematográfico.    |
| 2020 | Hipoxemia                     | Martin Casapía Casanova                     | Efectos visuales.                          |
| 2022 | Entre Nosotros                | Martin Casapía Casanova                     |                                            |
| 2023 | Isla Bonita                   | Ani Alva Helfer                             | Efectos visuales                           |
| 2024 | Vivo o Muerto                 | Martin Casapía Casanova                     | Efectos visuales                           |

## Obras literarias
- Iquitos y la Rebelión de las Leyendas (2025)[34]